# Christianofobie
Christianofobie je termínem, označujícím nenávist namířenou proti křesťanství, symbolům křesťanství, proti kostelům; projevuje se též násilím, či diskriminací křesťanů. Vychází z náboženských nebo ideologických důvodů. Příkladem christianofobie je pronásledování křesťanů především vyznavači islámu, či ze strany některých totalitních režimů.
Italský katolický sociolog Massim Introvigne při své přednášce v Radě Evropy ve Štrasburku 25. ledna 2011 prohlásil, že přibližně 3/4 osob na světě pronásledovaných pro náboženství jsou křesťané.
Katolický teolog Gudrun Kugler rozšiřuje tento pojem na „iracionální strach nebo nenávist proti křesťanům a také křesťanství obecně“. Význam tohoto slova by podle něj měl také zahrnovat antikřesťanské předsudky, které se projevují postupnou marginalizací lidí vyznávajících křesťanství.